# Sd.Kfz. 251/20
De Sd.Kfz. 251/20 Uhu was een uitbreiding op de Sd.Kfz. 251/12. Het is een Duits pantservoertuig uit de Tweede Wereldoorlog, een halftrack. Het voortuig was uitgerust met een infraroodschijnwerper en diende ter ondersteuning van speciaal uitgeruste Panthertanks tijdens nachtelijke gevechten.
Het project begon in 1942 maar het eerste voertuig kwam pas in de lente van 1944 van de band. De bijnaam Uhu dankte het voertuig aan het 6000 watt zoeklicht met een diameter van 60 cm. Dit zoeklicht was achter in het voertuig geplaatst. Ook werd er een kleiner zoeklicht naast de opening van het raam van de bestuurder geplaatst. Dit werd gedaan omdat de koplampen van het voertuig werden verwijderd omdat al de stroom naar het zoeklicht ging. Er werden 60 voertuigen van de Sd.Kfz. 251/20 geproduceerd in 1944.